# محمدحسین دبیرالملک شیرازی
محمدحسین دبیرالملک شیرازی (درگذشته ۱۲۹۸ خورشیدی) از دولتمردان عصر قاجار بود.
پدر او میرزا نصرالله دبیرالملک در عصر مظفرالدین‌شاه منصب وزارت داشت. میرزا محمدحسین پس از اتمام تحصیلات وارد دستگاه میرزا علی‌اصغر خان اتابک شد. در نوزدهم فروردین ۱۲۸۹ خورشیدی به دور دوم مجلس شورای ملی راه یافت اما یک ماه بعد استعفا کرد تا به عنوان معاون وزارت داخله به دولت بپیوندد. وزارت داخله در آن زمان وزیر نداشت و سپهدار تنکابنی نخست‌وزیر عهده‌دار آن بود. سه ماه و نیم بعد در دولت مستوفی الممالک وزیر عدلیه شد و تا پایان عمر دولت مستوفی الممالک در بهمن ۱۲۸۹ در این سمت ماند. سال بعد صمصام السلطنه در دوم امرداد او را به عنوان وزیر پست و تلگراف را به مجلس معرفی کرد اما او پس از چند روز برای معالجه به اروپا رفت و صمصام السلطنه به جایش معاضدالسلطنه پیرنیا را وزیر پست و تلگراف کرد.
دبیر الملک در سال ۱۳۳۲ قمری، به حکومت تهران منصوب گشت.